# St. Bartholomäus (Tossens)

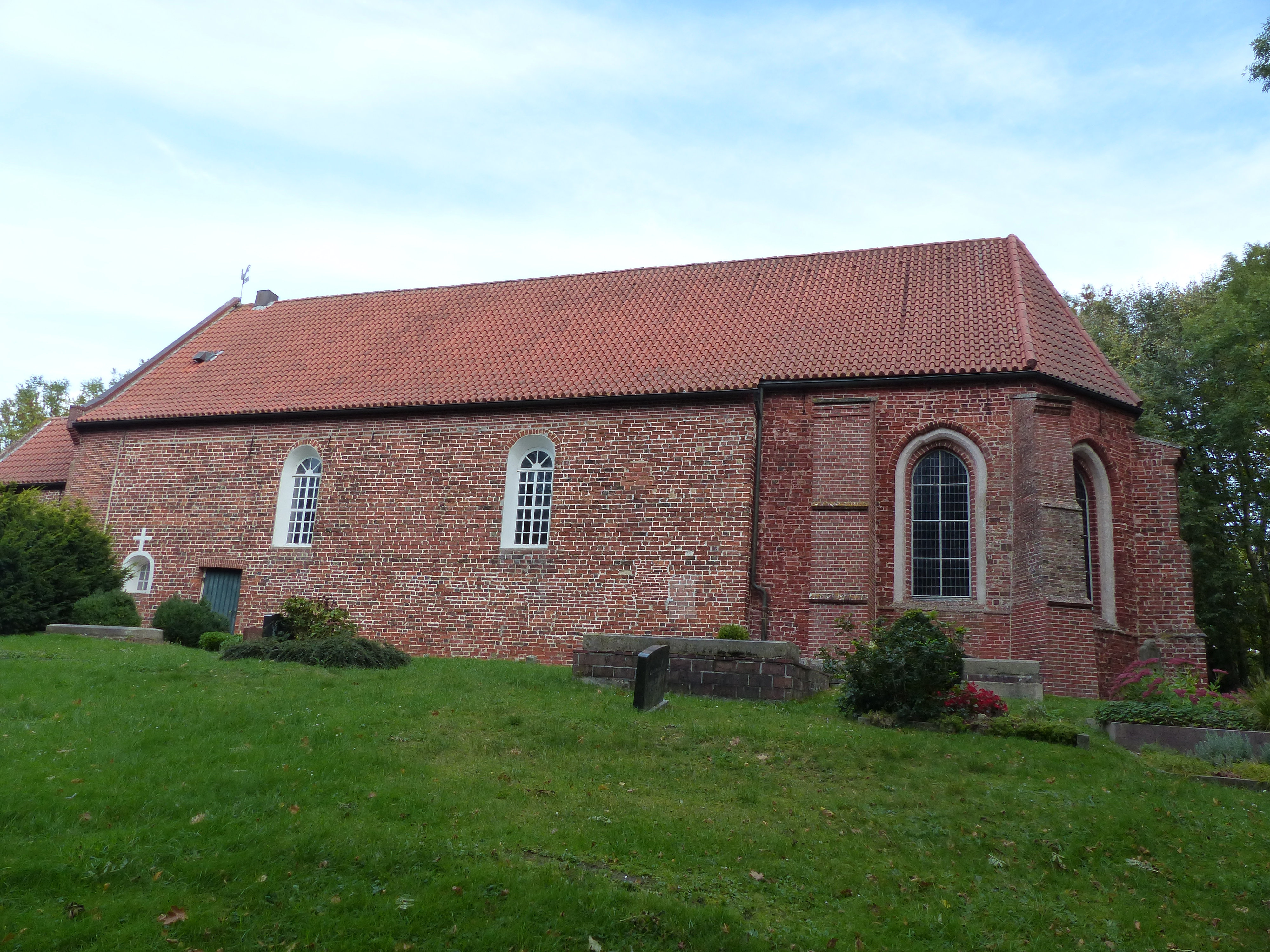
St.-Bartholomäus-Kirche von Süden

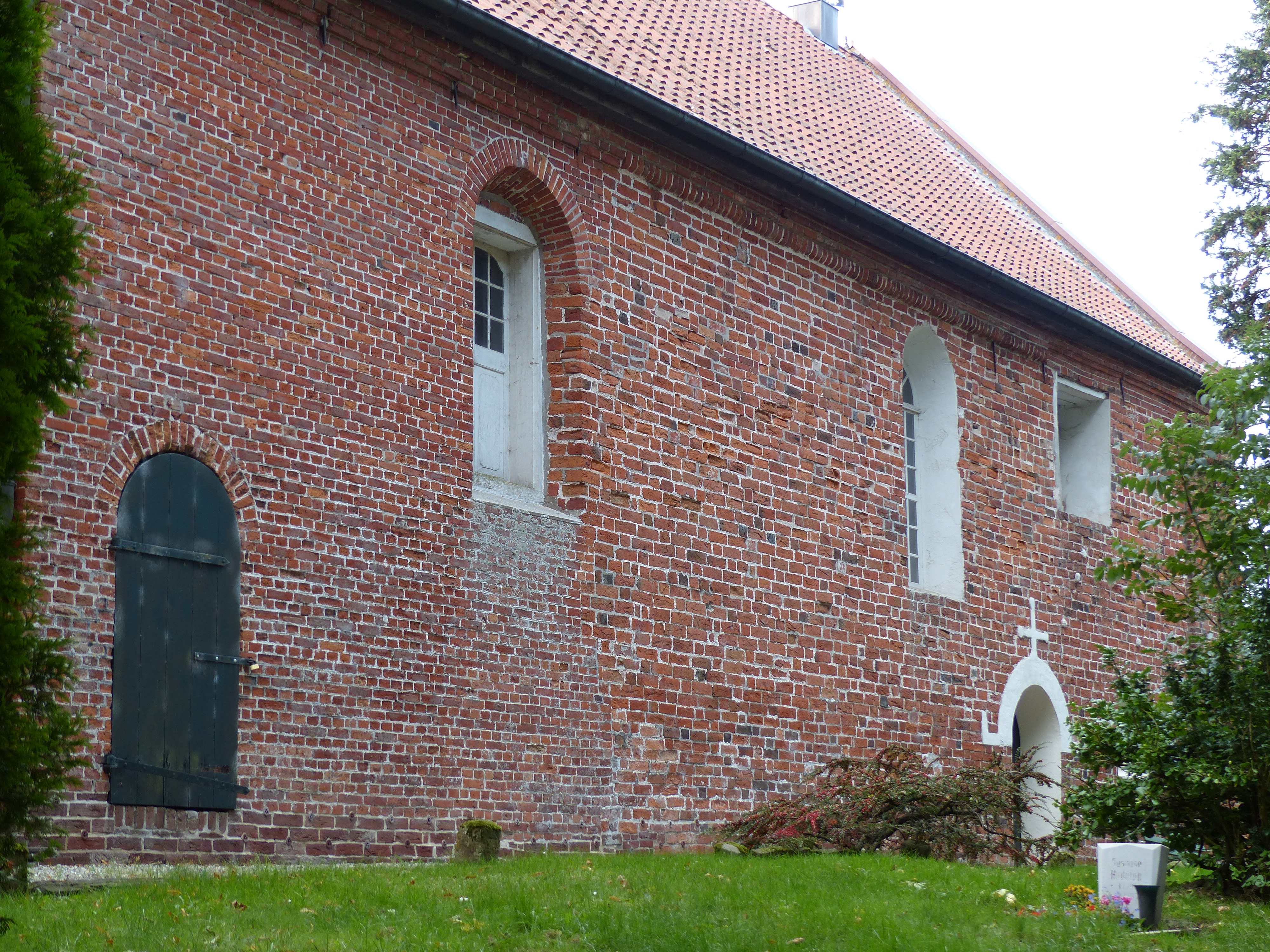
Nordwand mit unterschiedlichen Traufensimsen und möglicherweise altem Stuckportal

Die evangelische Kirche St. Bartholomäus ist ein denkmalgeschütztes Kirchengebäude in Tossens, einem Ortsteil von Butjadingen im Landkreis Wesermarsch in Niedersachsen.

## Geschichte und Architektur

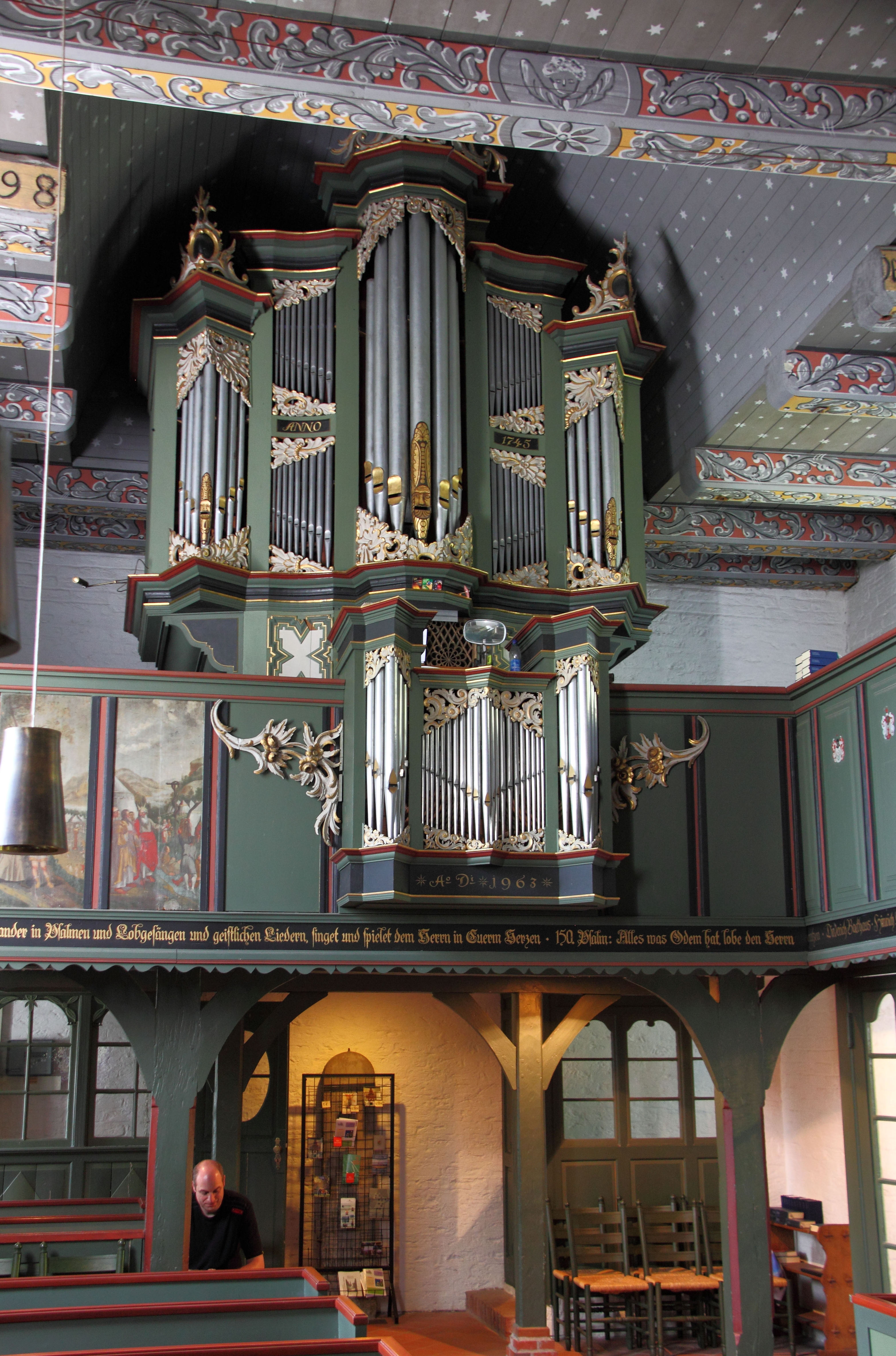
Blick auf die Orgel

Der im Kern spätromanische, freistehende Backsteinbau wurde zu Anfang des 13. Jahrhunderts errichtet. An der Südwand ist noch der Rundbogen eines der alten schmalen Fenster zu erkennen, im mittleren Teil der Nordwand das ursprüngliche Traufensims aus viertelrunden Formsteinen erhalten. Möglicherweise sind die Stuckfassungen des Nordportals und des kleinen tief sitzenden Fensters neben dem Südportal original. Gegen Ende des 15. Jahrhunderts wurde ein polygonaler Chor mit breiten Spitzbogenfenstern und Strebepfeilern angebaut. Der niedrige Glockenstuhl ist direkt im Westen angebaut, er besteht aus zwei Parallelmauern. Die Wurtenkirche steht auf einem künstlich aufgeschütteten Hügel, um sie vor der Flut zu schützen. Das Gebäude ist ortsbildprägend.

## Wandmalereien
Im Altarraum wurden Wandmalereien aus der Zeit um 1500 freigelegt. Die erhalten gebliebenen Malereien sind wohl Fragmente einer großzügigen Ausmalung des Altarraumes.
Ihre Ausdehnung deutet an, dass die zunächst beabsichtigte Einwölbung nicht ausgeführt wurde.
- Die Darstellung des Apostels Petrus mit einem Inschriftenfragment ist in eine Rankenornamentik und Weihekreuze eingebettet.
- Die Darstellung des Apostels Paulus mit einem Inschriftenfragment ist ebenfalls in eine Rankenornamentik und Weihekreuze eingebettet.
- Auch die Darstellung des Apostels Johannes mit einem Inschriftenfragment ist in Rankenornamentik und Weihekreuze eingebettet.

## Ausstattung
Die Saalkirche beherbergt eine bemerkenswerte Ausstattung des Ludwig Münstermann und seiner Werkstatt; darunter das Altarretabel, der Taufstein mit Deckel und der Schalldeckel der Kanzel.

## Orgel
Im Jahr 1660 wurde eine erste Orgel durch einen unbekannten Orgelbauer gebaut. Das Werk verfügte über zehn Register, von denen heute noch sechs Stimmen und das alte Gehäuse erhalten sind. Das Pedal war angehängt. Der Orgelbauer Christoph Nordt baute das Instrument im Jahr 1811 ab. 1815 erfolgte ein Wiederaufbau in erweiterter Form durch Gerhard Janssen Schmid, der ein zweites Manualwerk ergänzte. Nach eigenen Angaben bezog er Teile einer anderen Orgel (vermutlich aus Twistringen) aus der zweiten Hälfte des 18. Jahrhunderts ein, sodass das Instrument nun 14 Stimmen im Manual aufwies. Johann Martin Schmid lieferte 1885 neue Bälge. Ihre heutige Gestalt erhielt die Orgel im Jahr 1963, als Alfred Führer ein Rückpositiv und ein Pedalwerk ergänzte. Das alte Pfeifenwerkes und die alte Manualdoppellade (für Hauptwerk und Pedal) wurden beibehalten. Seitdem hat die Orgel folgende Disposition:
| I Hauptwerk CD–c3 |       |   |
| Principal         | 8′    | A |
| Gedackt           | 8′    | A |
| Oktave            | 4′    | A |
| Rohrflöte         | 4′    | A |
| Quinte            | 3′    | A |
| Oktave            | 2′    | A |
| Mixtur IV         | 1 ⁄3′ | F |
| Trompete          | 8′    | F |

| II Rückpositiv C–f3 |    |   |
| Gedackt             | 8′ | F |
| Flöte               | 4′ | S |
| Principal           | 2′ | F |
| Terzian II          |    | F |
| Oktav               | 1′ | F |

| Pedal C–f1 |     |   |
| Subbass    | 16′ | F |
| Principal  | 8′  | F |
| Nachthorn  | 4′  | F |

- Koppeln: II/I, I/P, II/P

A = Alte Register von 1660
S = Gerhard Janssen Schmid (1815)
F = Alfred Führer (1963)